# Bandera County
Bandera County är ett administrativt område i delstaten Texas, USA, med 20 485 invånare (2010). Den administrativa huvudorten (county seat) är Bandera.

## Geografi
Enligt United States Census Bureau har countyt en total area på 2 066 km². 2 051 km² av den arean är land och 15 km² är vatten.

### Angränsande countyn
- Kerr County – nord
- Kendall County – nordost
- Bexar County – sydost
- Medina County – syd
- Uvalde County – sydväst
- Real County – väst